# 大阪第一師範学校
大阪第一師範学校 （おおさかだいいちしはんがっこう） は、1943年（昭和18年）に大阪府に設置された官立の師範学校である。
本項は大阪府師範学校・大阪府天王寺師範学校・大阪府女子師範学校などの前身諸校を含めて記述する。

## 概要
- 1873年（明治6年）に創設された講習所を起源とする。
- 1943年（昭和18年）大阪府第一師範学校と大阪府女子師範学校が統合の上、官立（国立）への移管により設置され、男子部・女子部が置かれた。
- 戦後の1949年（昭和24年）学制改革で新制大阪学芸大学 学芸学部 （現・大阪教育大学 教育学部） の母体の一つとなった。

## 沿革

### 官立・府立並設期 （1873年 - 1878年）
官立（国立）
- 1873年（明治 6年）8月 - 文部省により東大組内久宝寺町二丁目（現・中央区法円坂二丁目）の大阪医学校跡地に官立（国立）「大阪師範学校」が設立される。生徒100名を募集。
  - 日本全国7大学区に設置された官立師範学校の一つ。（大阪府は第三大学区。）
- 1878年（明治11年）2月 - 財政難により、廃止される。校舎・校地は大阪府に移管される。

府立
- 1873年（明治6年）9月 - 大阪府が真宗大谷派難波別院（南御堂）内の集成学校に「講習所」を開設。
- 1874年（明治7年）5月 - 難波別院内に「教員伝習所」を設立。教員5名、生徒は男123名、女1名
- 1875年（明治8年）8月 - 「大阪府師範学校」と改称。
- 1876年（明治9年）
  - 6月 - 二等訓導兼監事の布施萬が初代校長に就任。
  - 9月 - 修業期間を2年とし、修了後6ヶ月の授業法演習を課し，実質上の在学期間を2年半とする。
- 1877年（明治10年） 
  - 2月 - 西南の役により、難波別院が征伐総督府にあてられたため、興正寺別院に移転。
  - 6月 - 第四大区常安町（現・北区中之島四丁目）の旧久留米藩邸に校舎を新築し、附属小学校（附属演習学校）も設置。

### 府立単独期 （1878年 - 1943年）
- 1878年（明治11年）4月 - 内久宝寺町二丁目の廃校になった官立大阪師範学校跡地に移転。常安町の旧校舎に出張所を設置。
- 1880年（明治13年）5月 - 大阪府会で師範学校廃校の動議が提出される。
- 1881年（明治14年）
  - 2月 - 堺県が大阪府に統合され、大阪府師範学校を「府立大阪師範学校」、堺県師範学校を「府立堺師範学校」と改称。
    - 内久宝寺町二丁目の校舎を官立大阪中学校にあてるため、常安町の旧校舎へ戻る。

  - 7月 - 府立中学校（大阪府立北野高等学校の前身）が廃止され、大阪師範学校に中等科が設置される。
  - 8月 - 師範学校教則大綱が制定される。
- 1882年（明治15年） 9月 - 附属裁縫場を設置し、修業年限2年の小学校裁縫科教員養成課程とする。
- 1884年（明治17年）9月 - 体操に歩兵操練・遊泳が加わる。
- 1885年（明治18年）7月 - 附属女子師範学科を仮設し、ほかに裁縫専習科を設置。
- 1886年（明治19年）
  - 3月 - 堺師範学校と奈良師範学校が廃止され、大阪師範学校・吉野師範学校に統合される。
  - 6月 - 吉野師範学校が大阪師範学校に統合される。
  - 9月 - 師範学校令の施行により、「大阪府尋常師範学校」と改称。女学科（附属女子師範学科）が分離し、大阪府女学校（大阪府立大手前高等学校の前身）として独立。
  - 12月 - 寄宿舎を新設し、兵営訓練を実施。
- 1887年（明治20年）1月 - 生徒の博物・地理・歴史研究のため修学旅行を実施。
- 1890年（明治23年）
  - 1月 – 教育ニ関スル勅語が発布される。
  - 3月 - 女子師範学科を再設置。生徒は全員寄宿制（全寮制）とする。
- 1892年（明治25年）1月 - 附属幼稚園を設置し、保育を開始。園児60名を募集。
- 1898年（明治31年）
  - 4月 - 師範教育令の施行により、「大阪府師範学校」と改称。
  - 11月 - 生徒定員の大幅増加により、女子部を分離独立させ、男子部も移転する方針を決定。
- 1900年（明治33年）4月 - 女子部が分離し、「大阪府女子師範学校」として独立。これにより、大阪府師範学校は男子校となる。
- 1901年（明治34年）3月 - 南区天王寺南河堀町（現・天王寺区南河堀町）の新校舎に移転。
- 1903年（明治36年）
  - 1月 - 大阪府師範学校教材研究会編纂「初等教育教材研究」を創刊（宝文館）。
  - この年 - 初めて運動会を開催。
- 1906年（明治39年）1月 - 初めてペスタロッチ会を挙行。
- 1907年（明治40年）4月 - 師範学校規程制定により本科第二部を設置。
- 1908年（明治41年）
  - 1月 - 大阪府下小学校教員を対象に附属小学校において授業参観会を初めて開催（研究授業の始まり）。
  - 4月1日 - 大阪府池田師範学校の新設により、「大阪府天王寺師範学校」と改称。
- 1917年  (大正6年) 4月 - （従来の全寮制を改め）生徒通学の制を設ける。
- 1924年（大正13年）12月 - 文部省、師範学校の修業年限を1年延長して5年とし、本科第一部・第二部の卒業生を1年修学させるため専攻科を置くことを通達。
- 1925年（大正14年）11月 - 大阪府三師範学校 学校教育研究会編纂「我等の教育」を発行（修文館）。
- 1926年（大正15年）4月 - 専攻科1学級を開設。
- 1927年（昭和2年）2月 - 天王寺師範学校教育学会編「教育時報」第5輯（号）ペスタロッチ記念号を発行。
- 1937年（昭和12年）9月 - 改築工事を終了し、新校舎に移転。
- 1941年（昭和16年）4月 - 国民学校令の施行により、附属小学校を附属国民学校と改称。
- 1942年（昭和17年）1月 -「国民勤労報国令施行規則」により師範学校生徒も出動開始。

大阪府女子師範学校
- 1885年（明治18年）7月 - 大阪府師範学校に附属女子師範学科・裁縫専習科が設置される。
- 1886年（明治19年）9月 - 大阪府師範学校から女学科（附属女子師範学科）が分離し、大阪府女学校（大阪府立大手前高等学校の前身）として独立。
- 1890年（明治23年）3月 - 大阪府尋常師範学校に女子師範学科が再設置される。生徒は全員寄宿制（全寮制）とする。
- 1900年（明治33年）4月 - 大阪府尋常師範学校から女子部が分離し、「大阪府女子師範学校」として独立。
  - 南区天王寺北山町（現・天王寺区北山町）に新校舎が完成。
  - 附属小学校を設置。
- 1926年（大正15年）4月 - 専攻科を1学級開設。
- 1927年（昭和2年）3月 - 住吉区平野流町（現・平野区流町一丁目）の新校舎に移転。
- 1941年（昭和16年）4月 - 国民学校令の施行により、附属小学校を附属国民学校と改称。

### 官立単独期 （1943年 - 1951年）
- 1943年（昭和18年）
  - 4月 - 師範教育令改正される。
    - 官立（国立）移管により、天王寺師範学校と女子師範学校は統合の上、「大阪第一師範学校」（男子部・女子部）となる。本科3年・予科2年の専門学校となる。
- 1944年（昭和19年） 
  - 8月 - 学徒勤労令の公布により、学校報国隊が組織され、勤労動員が行われる.
  - 9月 - 附属国民学校初等科3年から6年までの107名の児童が南河内郡東条村の「若楠寮」を分教場として集団疎開。
- 1945年（昭和20年）
  - 4月 - 決戦教育措置要綱により1年間授業を停止し、本土防衛と生産増強に挺身。
  - 5月 - 戦時教育令の公布により、学徒隊が組織され、本土決戦に備える。
  - 7月 - 男子部附属国民学校高等科生徒が泉北郡信太村の神州塾に宿泊し、同郡和泉町の森田航空株式会社に勤労動員。
  - 8月 - 敗戦で戦争が終結。
- 1947年（昭和22年）4月 - 学制改革（六・三制の実施）が行われる。
  - 附属国民学校初等科を改組し、附属小学校とする。（大阪第一師範学校男子部附属小学校・大阪第一師範学校女子部附属小学校）
  - 附属国民学校高等科を改組し、附属中学校（新制中学校）とする。（大阪第一師範学校男子部附属中学校・大阪第一師範学校女子部附属中学校）
- 1949年（昭和24年）
  - 5月31日  - 新制大学「大阪学芸大学」が発足し、学芸学部の母体として包括され「大阪学芸大学大阪第一師範学校」となる。
    - 師範学校の生徒募集を停止し、この時の入学生から大阪学芸大学 学芸学部所属となる。
    - 師範学校時代の入学生が卒業するまで師範学校は存続されることとなる。
    - 男子部には天王寺分校、女子部には平野分校が設置される。それぞれに学芸学部（小学校教員養成課程・中学校教員養成課程）が設置される。
    - 大阪第一師範学校長の北川久五郎が初代学長に就任。

  - 7月 - 新入生574名を迎え、第1回大阪学芸大学入学式を挙行。
  - 11月 - 天王寺分校講堂で開学記念式を挙行。
- 1950年（昭和25年）
  - 4月 - 聾学校教員養成2年課程が平野分校に設置される。
  - この年 - 学芸を研修する課程（2年・4年）が設置される。
- 1951年（昭和26年）3月31日 - 最後の卒業生を送り出し、大阪第一師範学校が廃止される。

## 歴代校長
大阪府師範学校／府立大阪師範学校
- 初代 - 布施萬
- 山中立蔵
- 井出猪之助：1886年

大阪府尋常師範学校
- 井出猪之助：1886年 - 1887年
- 種子島時中：1887年4月7日[1] -1889年9月9日[2]
- 濱野虎吉：1889年10月8日[3] -
- 渡辺洵一郎：1892年4月1日[4] -

大阪府師範学校
- 村田宇一郎：1906年3月22日 - 1908年3月31日

大阪府天王寺師範学校
- 村田宇一郎：1908年4月1日 - 1917年6月28日
- 浜口庄吉：1917年6月28日 -

大阪第一師範学校
- 熊木捨治：1943年4月1日[5] - 1945年1月25日[6]
- 北川久五郎（大阪学芸大学の初代学長）：1945年1月25日 - 最終

大阪府女子師範学校
- 初代 - 大村芳樹（明治33年４月ー大正12年３月）
- 山崎良平：1923年3月31日[7] -

## 著名な出身者
- 西田為之 - 大阪府師範学校卒、小学校長、大阪府玉櫛村長、衆議院議員。